# Darnell Fisher
Darnell Fisher (Reading, 4 aprile 1994) è un ex calciatore inglese, difensore.

## Caratteristiche tecniche
Gioca come terzino destro.

## Carriera
Ha giocato nella prima divisione scozzese con la maglia del Celtic, squadra con la quale nella stagione 2014-2015 ha anche giocato una partita in Europa League e con cui ha vinto due campionati scozzesi ed una Coppa di Lega scozzese; ha inoltre giocato anche nella seconda divisione inglese con il Rotherham Utd.
Il 26 luglio 2017 passa a titolo definitivo al Preston N.E. firmando un contratto triennale. Dal 2021 al 2023 gioca nella seconda divisione inglese con il Middlesbrough.

## Palmarès

### Club

#### Competizioni nazionali
- Campionato scozzese: 2

Celtic: 2013-2014, 2014-2015
- Coppa di Lega scozzese: 1

Celtic: 2014-2015